# Cloak and Dagger (The Upsetters)
Cloak and Dagger je deveti album sastava The Upsetters. Sniman je 1972., a izašao je 1973. godine. Izašao je u dvije inačice, za Jamajku i za Ujedinjeno Kraljevstvo. U Ujedinjenom Kraljevstvu je izašao pod etiketom Rhino Records, a na Jamajci pod etiketom Upsetter Records. Producirao ga je Lee Scratch Perry. Album traje nešto manje od 39 minuta. Album je reizdan 1979. pod etiketom Black Art. Žanrovski pripada dubu, roots reggaeu i reggaeu.

## Popis pjesama

### Jamajčansko izdanje

#### Strana A
1. Cloak And Dagger - 4:07 - Tommy McCook & The Upsetters
2. Sharp Razor V/S - 4:12 - The Upsetters
3. Hail Stone - 2:57 - Winston Wright & The Upsetters
4. Musical Transplant - 5:06 - The Upsetters
5. Liquid Serenade - 3:20 - Winston Wright & The Upsetters
6. Side Gate - 3:01 - The Upsetters

#### Strana B
1. Iron Claw - 2:36 - Tommy McCook & The Upsetters
2. V/S Iron Side - 2:43 - The Upsetters
3. Rude Walking - 3:12 - Tommy McCook & The Upsetters
4. V/S Bad Walking - 2:30 - Tommy McCook & The Upsetters
5. Caveman Skank - 2:40 - Lee Perry & The Upsetters
6. Pe-We Special - 2:24 - The Upsetters

### Izdanje za Ujedinjeno Kraljevstvo

#### Strana A
1. Cloak And Dagger
2. Hail Stone
3. Musical Transplant
4. Liquid Seranade
5. Retail Love
6. Creation

#### Strana B
1. Iron Claw
2. Rude Walking
3. Cave Man Skank
4. Pe We Special
5. Sunshine Rock
6. Wakey Wakey